# Rocket Brothers (documental de Kashmir)
Rocket Brothers es una película documental de 2004 dirigida por el fotógrafo Kasper Torsting, sobre la banda de rock danesa Kashmir.
Torsting siguió a la banda durante un período de cuatro años comenzando justo después del lanzamiento de su tercer álbum The Good Life. El documental sigue a la banda durante el proceso de hacer su cuarto álbum Zitilites.
También incluye la audición de Kasper Eistrup (vocalista y líder) para la gira de Roger Waters en Pink Floyd. Eistrup audicionó como el vocalista y guitarrista.